# Hvít er Borg og Bær
Hvít Er Borg Og Bær es una compilación de canciones provenientes de diferentes bandas islandesas. Este álbum fue lanzado en diciembre de 1987 y salió en varios formatos. Formado por diez canciones, Hvít Er Borg Og Bær contó con la colaboración de la famosa solista islandesa Björk quien contribuyó con la canción Jólakötturinn.

## Lista de canciones
1. Jólabros í jólaös - Egill Ólafsson og Barnakór Kársnesskóla
2. Jólaþula - Halla Margrét
3. Hin fyrstu jól - Hljómeyki
4. Jólin eru að koma - Hólmfríður Karlsdóttir og Barnakór Kársnesskóla
5. Grýlukvæði - Megas
6. Hvít er borg og bær - Ragnhildur Gísladóttir og Barnakór Kársnesskóla
7. Í vetur koma jól - Hljómeyki
8. Jólakötturinn – Björk Guðmundsdóttir
9. Barnagæla frá Nýa Íslandi - Ingibjörg Þorbergs
10. Þrettándasöngur - Kristinn Sigmundsson